# Ntui
Ntui – miasto w Kamerunie, w Regionie Centralnym, stolica departamentu Mbam-et-Kim. Liczy około 6,3 mieszkańców.